# تشارلز جاي ماكان
تشارلز جاي ماكان (بالإنجليزية: Charles J. McCann)‏ هو أكاديمي أمريكي، ولد في 24 فبراير 1926، وتوفي في 8 يوليو 2015.